# Ходабул
Ходабул (осет. Ходабул; груз. ხოდაბულა — Ходабула) — село в Закавказье. Согласно юрисдикции Южной Осетии, фактически контролирующей село, расположено в Знаурском районе, согласно юрисдикции Грузии — в Карельском муниципалитете.

## География
Расположено у правого побережья реки Проне Восточная (приток реки Кура), к западу от села Бекмар.

## Население
Село населено этническими осетинами. В 1987 году — 80 человек.

## Топографические карты
- Лист карты K-38-64 Цхинвали. Масштаб: 1 : 100 000. Состояние местности на 1987 год. Издание 1989 г.